# Purshia subintegra
Purshia subintegra är en rosväxtart som först beskrevs av Thomas Henry Kearney, och fick sitt nu gällande namn av J. Henrickson. Purshia subintegra ingår i släktet Purshia och familjen rosväxter. Inga underarter finns listade i Catalogue of Life.